# Reignwolf
Reignwolf est un groupe américain de blues rock et rock indépendant, originaire de Seattle, Washington (État).

## Histoire
Fin 2011, le guitariste et chanteur Jordan Cook s'installe à Seattle, en provenance de Saskatoon, Saskatchewan, où il présente à David « Stitch » Rapaport et Joseph Braley du groupe The Mothers Anger. Cook forme le groupe Reignwolf et invite Rapaport et Braley à le rejoindre.
En août 2013, après plus d'une année complète de tournée non-stop, le groupe sort son premier single, Are You Satisfied ?, le jour même où ils se produisent à Lollapalooza. Plus tard dans l'année, ils annoncent avoir été sélectionnés pour assurer la première partie de la tournée nord-américaine 2014 de Black Sabbath. Deux autres singles suivent (In the Dark et Lonely Sunday), et Reignwolf est déclaré l'un des « 10 nouveaux artistes que vous devez connaître » par Rolling Stone en janvier 2014,.
Le groupe joue son dernier concert de l'année la veille du Nouvel An, le 31 décembre 2014, au Showbox à Seattle. En 2015, Reignwolf signe avec Stardog Records sous l'égide de Republic/UMG et entre en studio pour écrire et enregistrer son premier album. Pendant cette période, ils apparaissent dans l'épisode What Would Phil Do ? de la série Roadies de Cameron Crowe.
Sorti le 1er février 2019, Black and Red est le premier single de Hear Me Out, qui sort le 1er mars 2019.
Le 17 juin 2022, Reignwolf sort le single The Woods avec Brad Wilk, le batteur de Rage Against the Machine.

## Discographie

### Albums studio
- 2019 : Hear Me Out

### Singles
- 2013 : Are You Satisfied?
- 2013 : In the Dark
- 2014 : Lonely Sunday
- 2016 : Hardcore
- 2018 : Wanna Don't Wanna
- 2019 : Black and Red
- 2019 : Over and Over
- 2019 : Ritual
- 2019 : Keeper
- 2020 : Cabin Fever
- 2022 : The Woods (feat. Brad Wilk)